# Strisciava sulla sabbia
Strisciava sulla sabbia (Needle) è un romanzo fantascientifico dello scrittore statunitense Hal Clement pubblicato in due puntate da maggio a giugno del 1949 sulla rivista mensile Astounding e l'anno successivo in edizione paperback.
Dall'opera è stato liberamente tratto il film L'alieno (The Hidden) del 1987 per la regia di Jack Sholder.

## Storia editoriale
L'ispirazione per il tema centrale dell'opera venne a Hal Clement quando, sotto le armi per l'Air Force di stanza ad Atlantic City, stava passeggiando sulla spiaggia. Vedendo un ragazzino addormentato sulla sabbia, associò tale immagine a quella del giovane protagonista del romanzo Kim di Rudyard Kipling, immaginando cosa gli sarebbe potuto accadere durante il sonno e le possibili conseguenti avventure. Sulla base di questa idea iniziale l'autore scrisse una prima versione del romanzo che propose all'editore John W. Campbell che la rifiutò, ritenendo alcune parti della storia poco originali.
Alcuni anni dopo Clement riscrisse la storia e la ripropose all'editore che stavolta ne approvò la stampa nella versione di 40.000 parole; Strisciava sulla sabbia è quindi il primo romanzo di Hal Clement a essere stato pubblicato, uscito in edicola in due puntate sulla rivista mensile Astounding nei numeri di maggio e giugno del 1949. Il romanzo ampliato, specie nella seconda parte, è stato ripubblicato l'anno successivo, questa volta in edizione paperback, per la casa editrice Doubleday.
Strisciava sulla sabbia è uno dei primi riusciti tentativi di coniugare il genere fantascientifico con il genere giallo; la descrizione dell'alieno protagonista e della sua peculiare fisiologia è un voluto e riuscito tentativo di Clement di smentire una teoria che circolava negli anni quaranta secondo la quale una qualsiasi specie aliena senziente avrebbe necessariamente dovuto avere un aspetto umanoide, teoria questa sostenuta dallo scrittore e saggista L. Sprague de Camp.
Il romanzo, pubblicato per il mercato statunitense anche con il titolo From Outer Space, ha avuto un seguito, La cura impossibile (Through the Eye of a Needle) del 1978, nonostante la generale avversione dell'autore alla serializzazione delle storie preferendo, al contrario, avere completa libertà di sviluppare trame completamente nuove.

## Trama
(Hal Clement, Strisciava sulla sabbia)
Sulla Terra naufragano due astronavi aliene. Sulla prima viaggiava un criminale alieno, nella storia chiamato "il Fuggitivo", e sulla seconda un poliziotto, "il Cacciatore". Entrambi appartengono a una razza che sopravvive grazie alla simbiosi con altri organismi insediandosi in essi e ricevendo ospitalità, nutrimento e locomozione. Gli alieni sono organismi metazoici pluricellulari gelatinosi e non possono sopravvivere a lungo in modo autonomo; in cambio gli alieni forniscono alle creature ospiti protezione da malattie, avvelenamenti e ferite. Il Fuggitivo, contrariamente all'etica della sua razza, ha ucciso molte volte e intenzionalmente alcuni degli organismi ospiti. Per questo è ricercato dal Cacciatore che lo sta inseguendo nello spazio con la sua astronave quando un'avventata manovra fa precipitare entrambe le navi poco al largo di un'isola polinesiana. Il Cacciatore perde le tracce del Fuggitivo ma è convinto che anch'egli sia poco distante dall'isola. Grazie alle sue doti da simbionte, il Cacciatore penetra in uno squalo e riesce ad approdare sulla riva. Strisciando nella sabbia si insedia all'interno di un ragazzo che, stanco del lungo giocare con altri compagni, si era addormentato sulla spiaggia.
Il ragazzo, Bob Kinnaird, il giorno successivo lascia l'isola, su cui vivono i genitori e gli amici e a cui ritorna volentieri per le vacanze, per tornare alla scuola che frequenta nel Massachusetts. Dopo alcuni mesi il Cacciatore, che ha avuto modo di osservare il ragazzo e di impararne la lingua, si rivela a Bob convincendolo delle sue buone intenzioni e chiedendogli di trovare il modo di ritornare all'isola per continuare la caccia al pericoloso fuggitivo. Il Cacciatore comunica con Bob proiettandogli sulla rétina delle frasi, riesce a guarirne le ferite in modo quasi prodigioso, a proteggerlo dagli agenti patogeni e dalle malattie grazie a interventi chimici sulla fisiologia del suo ospite. Bob, psicologicamente provato dal contatto alieno, viene considerato bisognoso di riposo dalla direzione scolastica e rimandato a casa. Una volta sull'isola Bob, con l'aiuto del Cacciatore e del medico locale, il dottor Seever, cerca un metodo scientifico per identificare la persona ospite dell'alieno ricercato ma si accorge ben presto che la ricerca assomiglia molto a quella di un ago (in lingua inglese "needle") in un pagliaio.
Inizialmente Bob rivolge i sospetti sui suoi quattro amici, Kenny Rice, Norman Hay, Hugh Colby, Kenneth Malmstrom e su un ragazzo locale, Charles Teroa, quest'ultimo prossimo ad abbandonare l'isola avendo trovato lavoro sulla terraferma. Preoccupato che l'alieno potesse riuscire ad allontanarsi con l'ospite umano, Bob intensifica le ricerche e le investigazioni, escludendo ad uno ad uno tutti i sospetti. È lo stesso Cacciatore a scoprire che il Fuggitivo era nel corpo del padre di Bob, il signor Kinnaird, che a sua insaputa aveva nascosto dentro di sé l'alieno per più di sei mesi. Grazie all'aiuto di Bob il criminale viene snidato e ucciso. Il Cacciatore, pur avendo portato a termine il suo compito, non è in grado di ritornare sul suo pianeta di origine e, con il consenso di Bob, decide di rimanere sulla Terra in simbiosi con il ragazzo.

## Personaggi
Il CacciatoreAlieno metazoo pluricellulare. Le creature della sua razza vivono in simbiosi con altri organismi in cui si insediano, proteggendoli, per quanto gli è possibile, da malattie, avvelenamenti e ferite. Il Cacciatore è un poliziotto alla ricerca di un criminale della sua stessa razza, fuggito sulla Terra.
Il FuggitivoAlieno della stessa razza del Cacciatore ma senza scrupoli e con molti omicidi alle spalle. Ha più volte infranto la prima regola della sua razza: «Non fare nulla che possa danneggiare il tuo ospite.»
Robert "Bob" KinnairdIl quindicenne protagonista. Viene in contatto con l'alieno su un'isola della Polinesia, durante le vacanze dalla scuola, che frequenta nel Massachusetts. Ritorna sull'isola per aiutare il Cacciatore a snidare il pericoloso Fuggitivo. È protagonista anche del seguito del romanzo, intitolatato La cura impossibile.
Dottor SeeverIl medico locale cui si rivolgono Bob e il Cacciatore per avere consigli professionali su possibili modi per stanare il Fuggitivo.
Charles TeroaUn ragazzo originario dell'isola in cui vivono i genitori di Bob. Uno dei maggiori sospettati di essere l'ospite del simbionte criminale.
Kenny RiceL'ultimo tra il gruppo di amici a essere escluso dai sospettati da Bob dopo che quest'ultimo lo ha visto sanguinare copiosamente dal naso a seguito di una scazzottata. Le ferite sarebbero state infatti immediatamente guarite dall'alieno se si fosse trovato nel corpo del ragazzo.
Norman HayUno degli amici di Bob.
Hugh ColbyUn ragazzo facente parte del gruppo di amici di Bob. Escluso dalla lista dei sospettati dopo essersi ferito toccando un anemone di mare.
Kenneth MalmstromUno degli amici di Bob, inizialmente tra la rosa dei sospettati, ma escluso da Bob e dal dottor Seever dopo aver scoperto che il ragazzo ha contratto la malaria, malattia incompatibile con la simbiosi aliena.
Il signor KinnairdIl padre di Bob. Ospita da sei mesi, a sua insaputa, il Fuggitivo. Viene liberato dal pericoloso alieno grazie all'intervento del figlio messo in guardia dal Cacciatore.

## Opere derivate
Dal romanzo il regista Jack Sholder nel 1987 ha liberamente tratto il film L'alieno (The Hidden), allontanando ben presto la narrazione dai toni leggeri di Clement, imbastendo invece un film violento e con protagonisti adulti.
Al romanzo si è ispirato il fumettista giapponese Nobuaki Tadano per il suo manga 7 Billion Needles (in lingua giapponese 70億の針, traslitterato in 70 Oku no Hari) pubblicato dal 2008 al 2010.

## Edizioni
- (EN) Hal Clement, Needle 1/2, in Astounding Science Fiction, vol. 43, n. 3, New York, Street & Smith Publications, Inc., maggio 1949,  p. 164. URL consultato il 19 aprile 2015.
- (EN) Hal Clement, Needle 2/2, in Astounding Science Fiction, vol. 43, n. 4, New York, Street & Smith Publications, Inc., giugno 1949,  p. 164. URL consultato il 19 aprile 2015.
- (EN) Hal Clement, Needle, 1ª ed., Doubleday, 1950,  p. 222.
- Hal Clement, Strisciava sulla sabbia, collana Urania, traduzione di Andreina Negretti, vol. 287, Arnoldo Mondadori Editore, 1962,  p. 168.
- Hal Clement, Strisciava sulla sabbia, collana Urania, traduzione di Andreina Negretti, vol. 600, Arnoldo Mondadori Editore, 1972,  p. 166.
- Hal Clement, Strisciava sulla sabbia, collana I Classici di Urania, traduzione di Andreina Negretti, vol. 40, Arnoldo Mondadori Editore, 1980,  p. 186.
- Hal Clement, Strisciava sulla sabbia, collana Urania Millemondi, traduzione di Andreina Negretti, vol. 81, Arnoldo Mondadori Editore, 2019,  p. 310. (Contiene anche il seguito La cura impossibile)